# Canton de Coulommiers
Le canton de Coulommiers est une division administrative française, située dans le département de Seine-et-Marne et la région Île-de-France.
À la suite du redécoupage cantonal de 2014, les limites territoriales du canton sont remaniées. Le nombre de communes du canton passe de 15 à 51 puis en 2019 à 50 communes lors de la constitution de la commune nouvelle de Beautheil-Saints réalisée par la fusion de Beautheil et de Saints.

## Représentation

### Conseillers généraux de 1833 à 2015
| Période | Période          | Identité                          | Étiquette             | Qualité |
| ------- | ---------------- | --------------------------------- | --------------------- | --- |
| 1833    | 1839             | M. Bullot                         |                       | Propriétaire à Hautefeuille Elu en 1839 dans le Canton de Rozay-en-Brie |
| 1839    | 1852             | Jean-Marie Constantin Despommiers |                       | Notaire à Coulommiers |
| 1852    | 1864             | François Sorelle                  |                       | Avoué, maire de Coulommiers |
| 1864    | 1875 (décès)     | Jean-Marie Constantin Despommiers |                       | Propriétaire et ancien notaire à Coulommiers |
| 1875    | 1886             | Pierre-Edmond Lefèvre             | Républicain           | Propriétaire à Mauperthuis, maire de Saints |
| 1886    | 1896 (décès)     | Léon Clavé-Bertrand               | Républicain           | Maire de Coulommiers (1892-1896), conseiller d'arrondissement |
| 1897    | 1907 (démission) | Paul Auguste Brodard              | Rad.                  | Libraire et industriel - Maire de Coulommiers (1896-1908), conseiller d'arrondissement |
| 1908    | 1940             | Abel Prouharam                    | Rad.                  | Directeur des Affaires criminelles et des grâces au Ministère de la Justice Conseiller d'État honoraire, Coulommiers, conseiller d'arrondissement Président du Conseil Général (1919-1925) |
|         |                  |                                   |                       | |
| 1943    | 1945             | Gaston Bertier                    |                       | Libraire Maire de Coulommiers (1941-1944), ancien conseiller d'arrondissement Nommé conseiller départemental en 1943                                                                       |
|         |                  |                                   |                       | |
| 1945    | 1951             | René Arbeltier                    | SFIO                  | Médecin Ancien maire de Neufmoutiers-en-Brie Ancien conseiller d'arrondissement Maire de Coulommiers (1944-1947) Député (1936-1942, 1951-1958)                                             |
| 1951    | 1958             | Gaston Bertier                    | RPF puis Rad.         | Agent d'assurances Maire de Coulommiers (1947-1955) |
| 1958    | 1964             | Fernand Conchon                   | DVD                   | Maire de Guérard (1944-1959) |
| 1964    | 1976             | Bertrand Flornoy                  | UDR                   | Ethnologue Député (1962-1978) Maire de Coulommiers (1971-1977) |
| 1976    | 1982             | Henri Gehan                       | PS                    | Psychologue scolaire, adjoint au Maire de Coulommiers |
| 1982    | 1998             | Julien Morin                      | RPR                   | Maire de Faremoutiers (1959-1998) Député-suppléant |
| 1998    | 2015             | Laurence Picard                   | DVD puis UMP puis DVD | Ancienne adjointe au maire de Coulommiers |

### Conseillers d'arrondissement (de 1833 à 1940)
Le canton de Coulommiers avait trois conseillers d'arrondissement.
Il appartenait à l'arrondissement de Coulommiers jusqu'à sa disparition en 1926.
| Période                                  | Période          | Identité                                                     | Étiquette                          | Qualité |
| ---------------------------------------- | ---------------- | ------------------------------------------------------------ | ---------------------------------- | --- |
| 1833                                     | 1845             | Edmond, Comte puis Marquis de Goddes de Varennes (1801-1864) |                                    | Peintre et écrivain, propriétaire, maire de Coulommiers (1835-1846)                                         |
| 1833                                     | 1839             | Abel Nicolas Pierre Prouharam-Lamy (1793-1848)               |                                    | Marchand de farine et meunier à Coulommiers                                                                 |
| 1833                                     | 1848             | Alexis Éloi Hurand (1798-1867)                               |                                    | Cultivateur, maire de Chailly                                                                               |
| 1845                                     | 1848             | Pierre Jules Sulpicy (1800-1883)                             |                                    | Procureur du Roi à Coulommiers                                                                              |
| 1839                                     | 1842             | Louis Levesque                                               |                                    | Juge au Tribunal de Coulommiers                                                                             |
| 1842                                     | 1848             | Antoine Jules Gorneau des Essarts                            |                                    | Maire de Guérard                                                                                            |
|                                          |                  |                                                              |                                    | |
| 1874                                     |                  | Abel Prouharam père (1833-1886)                              | Républicain                        | Meunier, conseiller municipal de Coulommiers, Président du Conseil d'arrondissement                         |
| 1874                                     |                  | Alexandre Henry                                              | Républicain                        | Docteur en médecine à Coulommiers                                                                           |
| 1874                                     | 1886             | Léon Clavé-Bertrand                                          | Républicain                        | Propriétaire à Coulommiers                                                                                  |
|                                          |                  |                                                              |                                    | |
| av.1884                                  |                  | Eugène Parfait Henry                                         |                                    | Propriétaire à Coulommiers, suppléant du juge de paix                                                       |
|                                          |                  |                                                              |                                    | |
| 1886                                     | 1892             | Louis Lorimy                                                 | Républicain radical                | Médecin, conseiller municipal de Coulommiers, député (1909-1919)                                            |
| 1886                                     | 1893 (décès)     | Pierre-François Notté (1824-1893)                            | Républicain                        | Architecte, propriétaire, adjoint au maire de Coulommiers                                                   |
| 1886                                     |                  | Louis-Alfred Darriot                                         | Républicain radical                | Négociant, conseiller municipal de Coulommiers                                                              |
| 1892                                     | 1897 (démission) | Paul Auguste Brodard                                         | Républicain                        | Libraire et industriel à Coulommiers                                                                        |
| 1893                                     | 1901             | Ernest Léon Delaplace                                        | Républicain                        | Marchand meunier, maire de Pommeuse                                                                         |
| 1895                                     |                  | Denis Jean-Baptiste Sarazin                                  |                                    | Cultivateur, maire de Chailly-en-Brie                                                                       |
| 1901                                     | 1908             | Abel Prouharam                                               | Radical                            | Procureur de la République à Béthune (Pas-de-Calais)                                                        |
| avant 1902                               |                  | Eugène-Joseph Simon                                          |                                    | Meunier à Tresmes, Pommeuse                                                                                 |
|                                          |                  |                                                              |                                    | |
| 1919                                     | 1929 (décès)     | Vital Sevestre (1858-1929)                                   |                                    | Cultivateur à Coulommiers, Président du syndicat agricole                                                   |
| 1919                                     | 1929 (décès)     | Paul Brodard (1865-1929)                                     |                                    | Maître Imprimeur à Coulommiers                                                                              |
| 1919                                     |                  | Raphaël Vion (1878-1956)                                     |                                    | Propriétaire à Saints                                                                                       |
|                                          |                  |                                                              |                                    | |
| 1931                                     | 1940             | Hippolyte Rémy                                               | Radical                            | Délégué de la société de secours mutuel, Coulommiers                                                        |
| 1931                                     | 1940             | Gustave-Ernest Chambard                                      | Radical                            | Propriétaire à Coulommiers, directeur de l'usine d'orfèvrerie L'Argental                                    |
| 1931                                     | 1937             | Gaston Berthier                                              | Radical hostile au Front populaire | Libraire, maire de Coulommiers                                                                              |
| 1937                                     | 1940             | René Arbeltier                                               | SFIO                               | Médecin, maire de Neufmoutiers-en-Brie, député                                                              |
| 1940                                     |                  |                                                              |                                    | Les conseils d'arrondissement ont été suspendus par la loi du 12 octobre 1940 et n'ont jamais été réactivés |
| Les données manquantes sont à compléter. |                  |                                                              |                                    | |

### Conseillers départementaux depuis 2015
| Période élective | Période élective | Mandat | Mandat   | Identité        | Nuance | Nuance | Qualité |
| ---------------- | ---------------- | ------ | -------- | --------------- | ------ | ------ | --- |
| 2015             | 2021             | 2015   | 2021     | Yves Jaunaux    |        | LR     | Médecin généraliste Maire de La Ferté-Gaucher Ancien conseiller général du canton de La Ferté-Gaucher (1994-2015) Huitième vice-président chargé de l'environnement et du cadre de vie |
| 2015             | 2021             | 2015   | 2021     | Laurence Picard |        | Agir   | Maire-adjointe ( ? → 2020) puis maire (2020 → ) Agir de Coulommiers Vice-Présidente du conseil départemental (2015-2018)                                                               |
| 2021             | 2028             | 2021   | en cours | Sophie Deloisy  |        | HOR    | Présidente de la Mission locale Adjointe au maire de Coulommiers |
| 2021             | 2028             | 2021   | en cours | Michel Jozon    |        | DVD    | Maire de La Ferté-Gaucher depuis 2020, ancien directeur général des services |

### Résultats détaillés

#### Élections de mars 2015
À l'issue du 1er tour des élections départementales de 2015, deux binômes sont en ballottage : Pascal Fiandrin et Françoise Goudouneix (FN, 39,78 %) et Yves Jaunaux et Laurence Picard (UMP, 36,13 %). Le taux de participation est de 47,55 % (20 520 votants sur 43 158 inscrits) contre 44,94 % au niveau départemental et 50,17 % au niveau national.
Au second tour, Yves Jaunaux et Laurence Picard (UMP) sont élus avec 56,22 % des suffrages exprimés et un taux de participation de 47,62 % (10 645 voix pour 20 549 votants et 43 155 inscrits).
Laurence Picard, ancienne LR, est membre d'Agir.

#### Élections de juin 2021
Le premier tour des élections départementales de 2021 est marqué par un très faible taux de participation (33,26 % au niveau national). Dans le canton de Coulommiers, ce taux de participation est de 28,42 % (12 464 votants sur 43 853 inscrits) contre 27,81 % au niveau départemental. À l'issue de ce premier tour, deux binômes sont en ballottage : Sophie Deloisy et Michel Jozon (DVC, 30,46 %) et Philippe Fretel et Catherine Maether (RN, 29 %).
Le second tour des élections est marqué une nouvelle fois par une abstention massive équivalente au premier tour. Les taux de participation sont de 34,36 % au niveau national, 30,02 % dans le département et 30,53 % dans le canton de Coulommiers. Sophie Deloisy et Michel Jozon (DVC) sont élus avec 61,9 % des suffrages exprimés (7 544 voix pour 13 390 votants et 43 862 inscrits),,. 

## Composition

### Composition avant 2015
Le canton de Coulommiers regroupait quinze communes.
| Nom                     | Code Insee | Codepostal | Superficie (km2) | Population (dernière pop. légale) | Densité (hab./km2) |
| ----------------------- | ---------- | ---------- | ---------------- | --------------------------------- | ------------------ |
| Coulommiers (chef-lieu) | 77131      | 77120      | 10,93            | 14 708 (2012)                     | 1 346              |
| Aulnoy                  | 77013      | 77120      | 14,25            | 387 (2012)                        | 27                 |
| Beautheil               | 77028      | 77120      | 18,37            | 736 (2012)                        | 40                 |
| Boissy-le-Châtel        | 77042      | 77169      | 9,95             | 3 114 (2012)                      | 313                |
| Chailly-en-Brie         | 77070      | 77120      | 17,36            | 1 457 (2012)                      | 84                 |
| Faremoutiers            | 77176      | 77515      | 10,93            | 2 496 (2012)                      | 228                |
| Giremoutiers            | 77206      | 77120      | 6,01             | 147 (2012)                        | 24                 |
| Guérard                 | 77219      | 77580      | 19,80            | 2 263 (2012)                      | 114                |
| La Celle-sur-Morin      | 77063      | 77515      | 7,26             | 1 271 (2012)                      | 175                |
| Maisoncelles-en-Brie    | 77270      | 77580      | 13,57            | 859 (2012)                        | 63                 |
| Mauperthuis             | 77281      | 77120      | 1,97             | 499 (2012)                        | 253                |
| Mouroux                 | 77320      | 77120      | 16,77            | 5 104 (2012)                      | 304                |
| Pommeuse                | 77371      | 77515      | 12,80            | 2 835 (2012)                      | 221                |
| Saint-Augustin          | 77400      | 77515      | 10,37            | 1 743 (2012)                      | 168                |
| Saints                  | 77433      | 77120      | 20,04            | 1 327 (2012)                      | 66                 |

### Composition depuis 2015
Lors du redécoupage de 2014, le canton de Coulommiers comprenait cinquante-et-une communes entières.
À la suite de la création de la commune nouvelle de Beautheil-Saints au 1er janvier 2019, le canton comprend désormais cinquante communes entières.
| Nom                                 | Code Insee | Intercommunalité            | Superficie (km2) | Population (dernière pop. légale) | Densité (hab./km2) | Modifier                                    |
| ----------------------------------- | ---------- | --------------------------- | ---------------- | --------------------------------- | ------------------ | ------------------------------------------- |
| Coulommiers (bureau centralisateur) | 77131      | CA Coulommiers Pays de Brie | 10,93            | 15 696 (2022)                     | 1 436              | modifier les données · modifier les données |
| Amillis                             | 77002      | CA Coulommiers Pays de Brie | 20,06            | 821 (2022)                        | 41                 | modifier les données · modifier les données |
| Aulnoy                              | 77013      | CA Coulommiers Pays de Brie | 14,25            | 363 (2022)                        | 25                 | modifier les données · modifier les données |
| Beautheil-Saints                    | 77433      | CA Coulommiers Pays de Brie | 38,41            | 2 064 (2022)                      | 54                 | modifier les données · modifier les données |
| Bellot                              | 77030      | CC des Deux Morin           | 16,36            | 776 (2022)                        | 47                 | modifier les données · modifier les données |
| Boissy-le-Châtel                    | 77042      | CA Coulommiers Pays de Brie | 9,95             | 3 313 (2022)                      | 333                | modifier les données · modifier les données |
| Boitron                             | 77043      | CC des Deux Morin           | 5,14             | 326 (2022)                        | 63                 | modifier les données · modifier les données |
| La Celle-sur-Morin                  | 77063      | CA Coulommiers Pays de Brie | 7,26             | 1 246 (2022)                      | 172                | modifier les données · modifier les données |
| Chailly-en-Brie                     | 77070      | CA Coulommiers Pays de Brie | 17,36            | 1 557 (2022)                      | 90                 | modifier les données · modifier les données |
| La Chapelle-Moutils                 | 77093      | CC des Deux Morin           | 18,90            | 405 (2022)                        | 21                 | modifier les données · modifier les données |
| Chartronges                         | 77097      | CC des Deux Morin           | 8,20             | 302 (2022)                        | 37                 | modifier les données · modifier les données |
| Chauffry                            | 77106      | CA Coulommiers Pays de Brie | 5,16             | 1 004 (2022)                      | 195                | modifier les données · modifier les données |
| Chevru                              | 77113      | CA Coulommiers Pays de Brie | 13,94            | 1 026 (2022)                      | 74                 | modifier les données · modifier les données |
| Choisy-en-Brie                      | 77116      | CC des Deux Morin           | 25,03            | 1 331 (2022)                      | 53                 | modifier les données · modifier les données |
| Dagny                               | 77151      | CA Coulommiers Pays de Brie | 7,89             | 293 (2022)                        | 37                 | modifier les données · modifier les données |
| Doue                                | 77162      | CC des Deux Morin           | 20,05            | 1 119 (2022)                      | 56                 | modifier les données · modifier les données |
| La Ferté-Gaucher                    | 77182      | CC des Deux Morin           | 17,32            | 4 762 (2022)                      | 275                | modifier les données · modifier les données |
| Giremoutiers                        | 77206      | CA Coulommiers Pays de Brie | 6,01             | 186 (2022)                        | 31                 | modifier les données · modifier les données |
| Hautefeuille                        | 77224      | CA Coulommiers Pays de Brie | 9,80             | 254 (2022)                        | 26                 | modifier les données · modifier les données |
| Hondevilliers                       | 77228      | CC des Deux Morin           | 5,53             | 260 (2022)                        | 47                 | modifier les données · modifier les données |
| Jouy-sur-Morin                      | 77240      | CC des Deux Morin           | 18,45            | 2 221 (2022)                      | 120                | modifier les données · modifier les données |
| Lescherolles                        | 77247      | CC des Deux Morin           | 11,01            | 450 (2022)                        | 41                 | modifier les données · modifier les données |
| Leudon-en-Brie                      | 77250      | CC des Deux Morin           | 4,24             | 167 (2022)                        | 39                 | modifier les données · modifier les données |
| Maisoncelles-en-Brie                | 77270      | CA Coulommiers Pays de Brie | 13,57            | 967 (2022)                        | 71                 | modifier les données · modifier les données |
| Marolles-en-Brie                    | 77278      | CA Coulommiers Pays de Brie | 9,05             | 413 (2022)                        | 46                 | modifier les données · modifier les données |
| Mauperthuis                         | 77281      | CA Coulommiers Pays de Brie | 1,97             | 487 (2022)                        | 247                | modifier les données · modifier les données |
| Meilleray                           | 77287      | CC des Deux Morin           | 7,77             | 505 (2022)                        | 65                 | modifier les données · modifier les données |
| Montdauphin                         | 77303      | CC des Deux Morin           | 9,84             | 237 (2022)                        | 24                 | modifier les données · modifier les données |
| Montenils                           | 77304      | CC des Deux Morin           | 5,30             | 30 (2022)                         | 5,7                | modifier les données · modifier les données |
| Montolivet                          | 77314      | CC des Deux Morin           | 16,37            | 251 (2022)                        | 15                 | modifier les données · modifier les données |
| Mouroux                             | 77320      | CA Coulommiers Pays de Brie | 16,77            | 5 869 (2022)                      | 350                | modifier les données · modifier les données |
| Orly-sur-Morin                      | 77345      | CC des Deux Morin           | 5,87             | 660 (2022)                        | 112                | modifier les données · modifier les données |
| Pézarches                           | 77360      | CA Coulommiers Pays de Brie | 8,94             | 404 (2022)                        | 45                 | modifier les données · modifier les données |
| Rebais                              | 77385      | CC des Deux Morin           | 11,05            | 2 291 (2022)                      | 207                | modifier les données · modifier les données |
| Sablonnières                        | 77398      | CC des Deux Morin           | 13,98            | 768 (2022)                        | 55                 | modifier les données · modifier les données |
| Saint-Augustin                      | 77400      | CA Coulommiers Pays de Brie | 10,37            | 1 865 (2022)                      | 180                | modifier les données · modifier les données |
| Saint-Barthélemy                    | 77402      | CC des Deux Morin           | 14,99            | 340 (2022)                        | 23                 | modifier les données · modifier les données |
| Saint-Cyr-sur-Morin                 | 77405      | CC des Deux Morin           | 19,10            | 1 943 (2022)                      | 102                | modifier les données · modifier les données |
| Saint-Denis-lès-Rebais              | 77406      | CC des Deux Morin           | 15,12            | 989 (2022)                        | 65                 | modifier les données · modifier les données |
| Saint-Germain-sous-Doue             | 77411      | CC des Deux Morin           | 10,01            | 553 (2022)                        | 55                 | modifier les données · modifier les données |
| Saint-Léger                         | 77417      | CC des Deux Morin           | 9,63             | 244 (2022)                        | 25                 | modifier les données · modifier les données |
| Saint-Mars-Vieux-Maisons            | 77421      | CC des Deux Morin           | 19,02            | 248 (2022)                        | 13                 | modifier les données · modifier les données |
| Saint-Martin-des-Champs             | 77423      | CC des Deux Morin           | 10,42            | 660 (2022)                        | 63                 | modifier les données · modifier les données |
| Saint-Ouen-sur-Morin                | 77429      | CC des Deux Morin           | 3,79             | 526 (2022)                        | 139                | modifier les données · modifier les données |
| Saint-Rémy-de-la-Vanne              | 77432      | CC des Deux Morin           | 15,07            | 976 (2022)                        | 65                 | modifier les données · modifier les données |
| Saint-Siméon                        | 77436      | CC des Deux Morin           | 12,27            | 895 (2022)                        | 73                 | modifier les données · modifier les données |
| Touquin                             | 77469      | CA Coulommiers Pays de Brie | 11,34            | 1 228 (2022)                      | 108                | modifier les données · modifier les données |
| La Trétoire                         | 77472      | CC des Deux Morin           | 9,28             | 467 (2022)                        | 50                 | modifier les données · modifier les données |
| Verdelot                            | 77492      | CC des Deux Morin           | 25,60            | 626 (2022)                        | 24                 | modifier les données · modifier les données |
| Villeneuve-sur-Bellot               | 77512      | CC des Deux Morin           | 9,52             | 1 143 (2022)                      | 120                | modifier les données · modifier les données |
| Canton de Coulommiers               | 7705       |                             | 627,26           | 65 527 (2022)                     | 104                | modifier les données                        |

## Démographie

### Démographie avant 2015
| 1962   | 1968   | 1975   | 1982   | 1990   | 1999   | 2006   | 2011   | 2012   |
| ------ | ------ | ------ | ------ | ------ | ------ | ------ | ------ | ------ |
| 19 422 | 21 141 | 22 598 | 25 679 | 30 397 | 34 431 | 36 541 | 38 621 | 38 946 |

### Démographie depuis 2015
En 2022, le canton comptait 65 527 habitants, en évolution de +2,57 % par rapport à 2016 (Seine-et-Marne : +3,92 %, France hors Mayotte : +2,11 %).
| 2013   | 2018   | 2022   |
| ------ | ------ | ------ |
| 63 389 | 63 950 | 65 527 |